# Ouratea retrorsa
Ouratea retrorsa är en tvåhjärtbladig växtart som beskrevs av Claude Henri Léon Sastre. Ouratea retrorsa ingår i släktet Ouratea och familjen Ochnaceae. Inga underarter finns listade i Catalogue of Life.